# Uvaria ferruginea
Uvaria ferruginea este o specie de plante angiosperme din genul Uvaria, familia Annonaceae, descrisă de Buch.-ham., Joseph Dalton Hooker și Thomas Thomson. Conform Catalogue of Life specia Uvaria ferruginea nu are subspecii cunoscute.